# Charles Louis Alphonse Laveran
Charles Louis Alphonse Laveran (Paris, 18 de junho de 1845 — Paris, 18 de maio de 1922) foi um médico francês. Nascido em uma renomada família de médicos de diversas áreas, foi agraciado com o Nobel de Fisiologia ou Medicina de 1907, por pesquisas sobre doenças causadas por protozoários. Foi membro de diversas organizações científicas internacionais, e viajou para a África para realizar pesquisas sobre a malária.

## Biografia

### Educação
Laveran formou-se em medicina na Faculdade de Medicina Militar de Estrasburgo, depois que desempenhou o cargo de cirurgião durante a guerra franco-prussiana entre os anos 1870-1871.

### Obras
Charles Louis Alphonse Laveran nasceu em Paris em 18 de junho de 1845, na casa que era anteriormente a 19 rue de l'Est, mas se tornou mais tarde, quando o bairro foi reconstruído, um hotel no n º 125, Boulevard St. Michel. Ambos seu pai e avô paterno eram os médicos. Seu pai, o Dr. Louis Théodore Laveran, era um médico militar e um professor na École de Val-de-Grâce, sua mãe, née Guénard de la Tour, foi a filha e neta de comandantes de alta patente do exército. Era médico também do exército francês, assim como seu pai, e foi através da carreira militar que o possibilitou de viajar ao território africano, então colônia francesa. O médico francês se mudou para a Argélia em 1879 com o objetivo de testar o método de diagnóstico da malária usado na época. Até então, os laboratoristas examinavam o sangue dos pacientes em busca de partículas negras que denunciavam a infecção. Não se sabia se outras doenças provocavam o mesmo efeito no organismo e ele quis tirar a prova. Mas, ao colocar o sangue de um doente pela primeira vez sob um microscópio, teve uma surpresa.

### Teste científicos e viagens a África
Até então o teste era feito a olho nu e ele observou que ao lado dos grãos negros, surgiram microorganismos dotados de núcleos que se mexiam sem parar. Imediatamente ele imaginou que tais micróbios é que eram os causadores da doença e não as supostas bactérias, a que se atribuía a infecção na época. Quatro anos depois, na Itália, confirmou a hipótese. E foi numa dessas viagens que ele tivera o primeiro contato com uma doença. Na época era de total desconhecimento, a malária (paludismo), isso ocorreu por dois simples motivos: Queixa-se dos habitantes daqueles territórios de uma doença, que repentinamente ocasionava graves surtos febris. Ele notou, ao analisar um pouco de sangue dessas determinadas pessoas que apresentavam esses surtos, sob técnicas microscópicas, alguns grânulos negros). Por seu trabalho e descobertas posteriores de doenças por protozoários que ele foi premiado com o 1907 do Prêmio Nobel de Fisiologia ou Medicina.
A partir desse momento, Laveran decidiu se dedicar ao estudo dessa doença, e alguns anos mais tarde isolou o agente causador da malária, que era o Plasmodium.

### Últimos anos e morte
Ele também se tornou, em 1912, um comendador da Legião de Honra. Durante os anos 1914-1918, ele participou de todas as comissões em causa com a manutenção da boa saúde das tropas, visitando Army Corps, elaboração de relatórios e instruções adequadas. Ele era um membro associado ou honorário de um vasto número de sociedades científicas na França, Grã-Bretanha, Bélgica, Itália, Portugal, Hungria, Romênia, Rússia, Estados Unidos, Índias ocidentais holandesas, México, Cuba e Brasil. Em 1885 casado Mlle. Pidancet. Em 18 de maio de 1922, ele morreu após uma doença que dura vários meses.
Laveran está enterrado no Cemitério do Montparnasse em Paris.

## Trabalhos
Laveran foi um pesquisador solitário, mas dedicado, e escreveu mais de 600 comunicações científicas. Alguns de seus principais livros são:
- Recherches expérimentales sur la régénération des nerfs, 1867
- Nature parasitaire des accidents de l'impaludisme, description d'un nouveau parasite trouvé dans le sang des malades atteints de fièvre palustre. Paris 1881.
- Traité des fièvres palustres avec la description des microbes du paludisme. Paris 1884.
- Traité des maladies et épidémies des armées. Paris 1875.
- Trypanosomes et Trypanosomiases. Masson, Paris 1904 - University and State Library Düsseldorf.